# Saint-Rabier
Saint-Rabier è un comune francese di 565 abitanti situato nel dipartimento della Dordogna nella regione della Nuova Aquitania.

## Società

### Evoluzione demografica
Abitanti censiti